# Carbajales de Alba
Carbajales de Alba település Spanyolországban,  Zamora tartományban. Carbajales de Alba Manzanal del Barco, San Pedro de la Nave-Almendra, Videmala, Losacino, Losacio, Olmillos de Castro és Santa Eufemia del Barco községekkel határos. Lakosainak száma 466 fő (2024).

## Népesség
A település népessége az utóbbi években az alábbiak szerint változott:
| Lakosok száma | 687  | 692  | 671  | 679  | 634  | 586  | 558  | 525  | 487  | 466  |
|               | 2001 | 2004 | 2007 | 2009 | 2012 | 2014 | 2017 | 2019 | 2022 | 2024 |